# エンパワーメント
エンパワーメント（empowerment、エンパワメントとも）とは一般的には、個人や集団が自らの生活への統御感を獲得し、組織的、社会的、構造に外郭的な影響を与えるようになることであると定義される。和訳例は権限付与、権限委譲、自信付与、強化、湧活（ゆうかつ）など。エンパワメントの考え方は昨今大きな広がりを見せ、保健医療福祉、教育、企業などでも用いられている。広義のエンパワメント（湧活）とは、人びとに夢や希望を与え、勇気づけ、人が本来持っているすばらしい、生きる力を湧き出させることと定義される。1980年代に、ウーマン・リブなどの運動のなかで使われるようになった言葉である。
対義語はディスエンパワーメント。エンパワーメントされていない状態のことをいう。

## 概要
エンパワーメントとは、20世紀を代表するブラジルの教育思想家であるパウロ・フレイレの提唱により社会学的な意味で用いられるようになり、ラテンアメリカを始めとした世界の先住民運動や女性運動、あるいは広義の市民運動などの場面で用いられ、実践されるようになった概念である。
エンパワーメントの概念が焦点を絞っているのは、人間の潜在能力の発揮を可能にするよう平等で公平な社会を実現しようとするところに価値を見出す点であり、たんに個人や集団の自立を促す概念ではない。
エンパワーメント概念の基礎を築いたジョン・フリードマンはエンパワーメントを育む資源として、生活空間、余暇時間、知識と技能、適正な情報、社会組織、社会ネットワーク、労働と生計を立てるための手段、資金を挙げ、それぞれの要素は独立しながらも相互依存関係にあるとしている。
地方自治や弱者の地位向上など下から上にボトムアップする課題を克服していく上で、活動のネットワークが生み出す信頼、自覚、自信、責任等の関係資本を育むことが、エンパワーメント向上の大きな鍵とされている。

## 翻訳と誤解
「empowerment」の和訳について日本の外務省では「能力強化」とのみ訳してきた。この翻訳に関して専門家からは、女性の能力が不足している現状があるような誤解を生むという批判もある。「世界性の健康学会」の福田和子は「empowerment」の意味を「能力開花の妨げとなる様々な社会的抑圧や不足から解放され、社会的資源へのアクセス、対等な存在として政治・経済・社会・文化的生活への参画、権利などが満たされること。さらに、それぞれの人が本来自分に備わっている能力を最大限に活かし、自分の生活や環境を自分自身でコントロールする力を持てるようになること」と説明し、その人が本来発揮できる能力を持っているという前提が重要だとしている。
また、エンパワーメントは女性だけが対象ではなく、「男は稼いで家族を養うべき」「弱音を吐くのは男らしくない」という規範（マスキュリニティ）に縛られる男性も解放するものである。

## 先住民運動とエンパワーメント
エンパワーメントは、先住民運動において、資源ナショナリズムなどの理論的枠組みとなった。

## 市民運動とエンパワーメント
市民参加のあり方が問われる地方自治などの分野において、市民の地域に対する関心や主体的な関わりを構築していく上で重要視されている概念のひとつともなっている。また、エンパワーメントの基盤となる公平な社会という理念は、市民オンブズマン制度や行政アセスメント制度などの確立する上で理論的支柱となった。
市民参加としてのエンパワーメントのことを市民エンパワーメント、地域振興や地域再生・地域活性化のことをコミュニティ・エンパワーメントということもある。企業では単に権限委譲やスキルアップなどの意味でも用いられる。まちづくりの分野では福祉や防災などでエンパワーメントの概念が多用される。防災分野では、非常時における市民の自助・共助による自主防災活動の重要性から、防災エンパワーメントという。

## 市民運動などに関するエンパワーメントの著名な例（年次ごと）
- マハトマ・ガンディーによってインドで行われた非暴力主義による独立運動
- キング牧師によってアメリカで行われた非暴力主義による公民権運動
- 日本の町内会で行われた市民公衆衛生運動（蚊とハエのいない生活実践運動）
- 学生運動（1960年に起きた安保闘争と1960年代末-1970年にかけての全共闘運動・大学闘争などの闘争運動）
- アイヌ民族復権運動
- ムハマド・ユヌスによって始まったマイクロクレジットによる女性の支援

## 保健医療福祉、教育、企業活動などとエンパワメント
保健医療福祉、教育、企業活動などにおけるエンパワメントには、人は誰もがすばらしい力を持って生まれ、生涯にわたりそのすばらしい力を発揮し続けることができるという前提がある。
そのすばらしい力を引きだすことがエンパワメント、ちょうど清水が泉からこんこんと湧き出るように、一人ひとりに潜んでいる活力や可能性を湧き出させることがエンパワメント（湧活）である。
医療や福祉、教育などの実践では、一人ひとりが本来持っているすばらしい潜在力を湧きあがらせ、顕在化させて、活動を通して人々の生活、社会の発展のために生かしていく。また、企業などの集団では、社員一人ひとりに潜んでいる活力や能力を上手に引き出し、この力を社員の成長や会社の発展に結び付けるエネルギーとする。これが組織、集団そして人に求められるエンパワメント（湧活）である。
エンパワメントには3つの種類がある。セルフ・エンパワメント（自分力エンパワメント）、ピア・エンパワメント（仲間力エンパワメント）、コミュニティ・エンパワメント（組織力、地域力エンパワメント）である。これらを組み合わせて使うことがエンパワメントの実現に有効であり、「エンパワメント相乗モデル」という